# Gilles Charles des Nos
Gilles Charles des Nos (1653 – 1726) è stato un ammiraglio francese, veterano della guerra di successione spagnola, dove partecipò alla battaglia della baia di Vigo (1702) e poi alla battaglia di Malaga (1704). Nel corso della guerra della Quadruplice Alleanza conquistò la città di Pensacola, in Florida, riportando quel territorio sotto il completo controllo di Re Luigi XV. Per questo fatto fu nominato Commendatore dell'Ordine reale e militare di San Luigi.

## Biografia
Nacque nel 1653, membro della nobile famiglia des Nos. In giovane età entrò nella Marine royale seguendo la strada intrapresa da molti giovani nobili. La sua carriera militare proseguì con successo, guardiamarina nel 1670, alfiere nel 1672, tenente di vascello nel 1678 e capitano di vascello nel 1687. Nel 1694 fu fatto Cavaliere dell'Ordine di San Luigi per decisione del re Luigi XIV, onorificenza conferitagli dall'ammiraglio Anne Hilarion de Costentin de Tourville.
Prese parte alla guerra di successione spagnola combattendo il 23 ottobre 1702, al comando del vascello da 56 cannoni Le Solide, nel corso della battaglia della baia di Vigo, agli ordini del Marchese de Châteaurenault. La sua unità, gravemente danneggiata nel corso della battaglia, fu incendiata al termine dello scontro per evitarne la cattura.  Due anni dopo, durante la battaglia di Malaga del 24 agosto 1704, comandava il vascello Le Sérieux da 60 cannoni, all'interno del corpo di battaglia, posto agli ordini del conte di Tolosa, ammiraglio di Francia.
Promosso chef d'escadre il 5 agosto 1715, fu nominato comandante del porto di Brest, mantenendo tale incarico dal 1716 al 1722. Dopo lo scoppio della guerra della Quadruplice Alleanza salpò, alzando la sua insegna sul vascello da 60 cannoni Hercule, con le sue navi per la Florida dove una volta arrivato, nel settembre 1719 partecipò alla conquista della città di Pensacola, allora sotto il dominio spagnolo. Nominato Comandante in capo "in tutti i mari, le isole e le terre ferme del Sud America" nel 1720, riportò la Florida sotto l'obbedienza del re Luigi XV. Fu nominato tenente generale delle armate navali del Re nel 1724. Commendatore dell'Ordine reale e militare di San Luigi, si spense nel 1726.
Sposato con Marie des Nos (deceduta nel 1739), dall'unione nacque una figlia, Louise-Julienne Colas de Cintré (nata il 16 ottobre 1709), che il 4 aprile 1728 sposò il figlio del marchese de Chavagnac, tenente generale delle armate navali.